# Chazelles (Cantal)
Chazelles ist eine französische Gemeinde mit 33 Einwohnern (Stand 1. Januar 2022) im Département Cantal in der Region Auvergne-Rhône-Alpes. Sie gehört zum Kanton Neuvéglise-sur-Truyère und zum Arrondissement Saint-Flour.
Nachbargemeinden sind Ally im Nordwesten, Saint-Austremoine im Nordosten, Cronce im Südosten, Chastel im Süden und Rageade im Westen.

## Bevölkerungsentwicklung
| Jahr                       | 1962 | 1968 | 1975 | 1982 | 1990 | 1999 | 2008 | 2017 |
| -------------------------- | ---- | ---- | ---- | ---- | ---- | ---- | ---- | ---- |
| Einwohner                  | 94   | 80   | 67   | 56   | 49   | 45   | 33   | 33   |
| Quellen: Cassini und INSEE |      |      |      |      |      |      |      |      |